# Publi Semproni Sop (cònsol 304 aC)
Publi Semproni Sop (en llatí Publius Sempronius Sophus) va ser un magistrat romà del segle iii aC. Formava part de la gens Semprònia i segons Tit Pomponi Àtic i Appi Claudi Cec, el seu cognom Sop (Sophus equivalent a savi) l'havia rebut pels seus mèrits.
Va ser tribú de la plebs l'any 310 aC i va intentar obligar Appi Claudi Cec, que llavors era censor, a renunciar a les funcions de la censura als 18 mesos, tal com establia la Lex Aemilia de censoribus.
Va ser elegit cònsol l'any 304 aC amb Publi Sulpici Saverrió i van derrotar els eques. Va obtenir els honors del triomf. Va ser el primer plebeu que va ocupar el consolat simultàniament amb el càrrec de pontífex l'any 300 aC. L'any següent es va celebrar un lustrum per ell i el seu antic col·lega com a censors.
Sembla que aquest Semproni Sop va ser pretor quan va córrer el rumor de la vinguda dels gals a Roma. Tit Pomponi Àtic diu que ningú més a Roma va portar el cognomen Sophus, però va existir un Publi Semproni Sop cònsol l'any 268 aC, que segurament era fill seu.
Hi ha una història d'un Publi Semproni Sop que es va divorciar de la seva dona perquè havia tingut l'audàcia d'anar a veure uns jocs públics sense el seu permís. Si fos així, hauria d'haver viscut més tard de l'any 304 aC, ja que es considera que el primer divorciat a Roma va ser Espuri Carvili Màxim Ruga, cònsol el 234 aC.